# 勒班陀戰役
38°15′N 21°15′E / 38.250°N 21.250°E
勒班陀戰役（西班牙語：Batalla de Lepanto，1571年10月7日），或譯勒潘陀海戰，是以西班牙帝國、威尼斯共和國为主力的神聖同盟艦隊與鄂圖曼帝國海軍在希臘伊奥尼亚海帕特雷灣展開的一場海戰。神聖同盟艦隊在海战中取得决定性胜利。鄂圖曼帝國海軍自勒班陀的海军港口出发向西，与自西西里墨西拿出发向东航行的神聖同盟舰队遭遇。神圣同盟（Holy League）是由教宗庇护五世主导成立的联盟，包括许多欧洲天主教海洋国家。在西班牙国王腓力二世和威尼斯共和国的一致同意下，神聖同盟艦隊由西班牙國王腓力二世同父異母的弟弟，奥地利的唐胡安統領。
勒班陀战役是西方自古典时代以来最大的海战。在海战史上，勒班陀战役标志着历史上最后一场以桨帆船为主的大型海战。这场战役在本质上是一场“甲板上的步兵战斗”。在之后的几十年中，盖伦帆船和战列线战术在海战中的重要性持续上升，取代了桨帆船在海战中的主力战船地位，开启了“风帆时代”。
神圣同盟的胜利对欧洲和和鄂圖曼帝国的历史具有重要影响。勒班陀战役成为了鄂圖曼帝国在地中海军事扩张的转折点，尽管鄂圖曼帝国的扩张之后仍延续了一个世纪。由于在战术上的相似与同样保护欧洲免于帝国扩张的重要意义，长期以来，勒班陀战役被与萨拉米斯战役对比。在当时被宗教改革带来的宗教战争撕裂的欧洲，勒班陀战役具有重要的象征作用，它巩固了腓力二世作为基督教信仰守卫者的地位。

## 背景

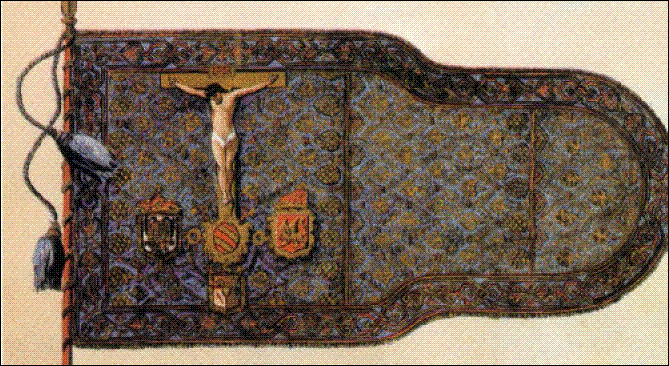
神圣同盟的旗帜，在战役中挂在唐胡安的旗舰国王号上。旗帜由蓝色锦缎制成并绣着金线，长7.3米宽4.4米。上面绘制了基督受难图和连在一起象征团结的联盟三方纹章。

1570年6月，鄂圖曼帝国军队入侵威尼斯统治下的塞浦路斯，至翌年1月时占领了全岛大部并围困了仅剩的孤城法马古斯塔。8月1日，在得到可以自由离开塞浦路斯的承诺后，法马古斯塔的威尼斯守军投降；然而，鄂圖曼军队指挥官拉拉·穆斯塔法帕夏食言并囚禁了威尼斯人。8月17日，威尼斯指挥官马可·安东尼奥·布拉加丁被活剥了皮，他的尸体，以及阿斯托雷·巴廖尼等威尼斯将领的头颅被挂在拉拉·穆斯塔法帕夏的桨帆船上。
在法马古斯塔受包围后，在教宗庇护五世的倡导下，欧洲天主教国家共同组建神圣同盟以救援法马古斯塔。包括威尼斯共和国、西班牙帝国、热那亚共和国、圣约翰骑士团、托斯卡纳大公国、萨伏依公国、乌尔比诺公国、帕尔马公国等天主教国家加入了神圣同盟。西班牙为同盟提供了大部分资金，而威尼斯是同盟船只的主要供应者。经过同盟成员之间的漫长讨论，西班牙国王腓力二世的同父异母弟，其父查理五世的私生子奥地利的唐胡安被任命为同盟舰队司令；1571年8月14日，被教宗祝福的神圣同盟舰队旗帜到达了那不勒斯王国（当时受西班牙国王统治），在当地的圣嘉勒圣殿，旗帜被隆重地授予给唐胡安。7月至8月间，同盟舰队陆续抵达事先约定的舰队集结地墨西拿，唐胡安于8月23日抵达该地；9月10日，同盟舰队经作战会议决定出发寻找敌舰。16日同盟舰队出发，横越亚得里亚海后沿着海岸缓慢航行；尽管天气恶劣，但同盟舰队继续向南，在此期间舰队中的部分西班牙士兵和威尼斯军人曾发生严重冲突。
同时，土耳其舰队也被派出行动以阻止同盟舰队援救塞浦路斯，与往常不同，鄂圖曼帝国高层要求舰队将领主动进攻敌军舰队。1571年春，土耳其舰队司令穆阿津扎德·阿里帕夏率舰队主力出发，在成功袭击了克里特和亚得里亚海沿岸的威尼斯领土后，土耳其舰队于9月底抵达勒班陀港并下锚停泊。
10月4日，神圣同盟舰队抵达凯法利尼亚岛，在当地得知了法马古斯塔失陷和布尔加丁被残忍处死的消息，唐胡安认为有必要主动进攻以维护同盟内部的团结。10月6日黄昏，天气转晴。当晚，同盟舰队驶往帕特雷湾入口，试图引诱土耳其人出击；同时，土军司令阿里帕夏也不断收到伊斯坦布尔要求他主动出击的命令。6日晚阿里帕夏召开作战会议，烏盧克·阿里·雷斯等部分将领反对出击，但在高层命令的压力之下，阿里帕夏最终决定出击。

## 兵力

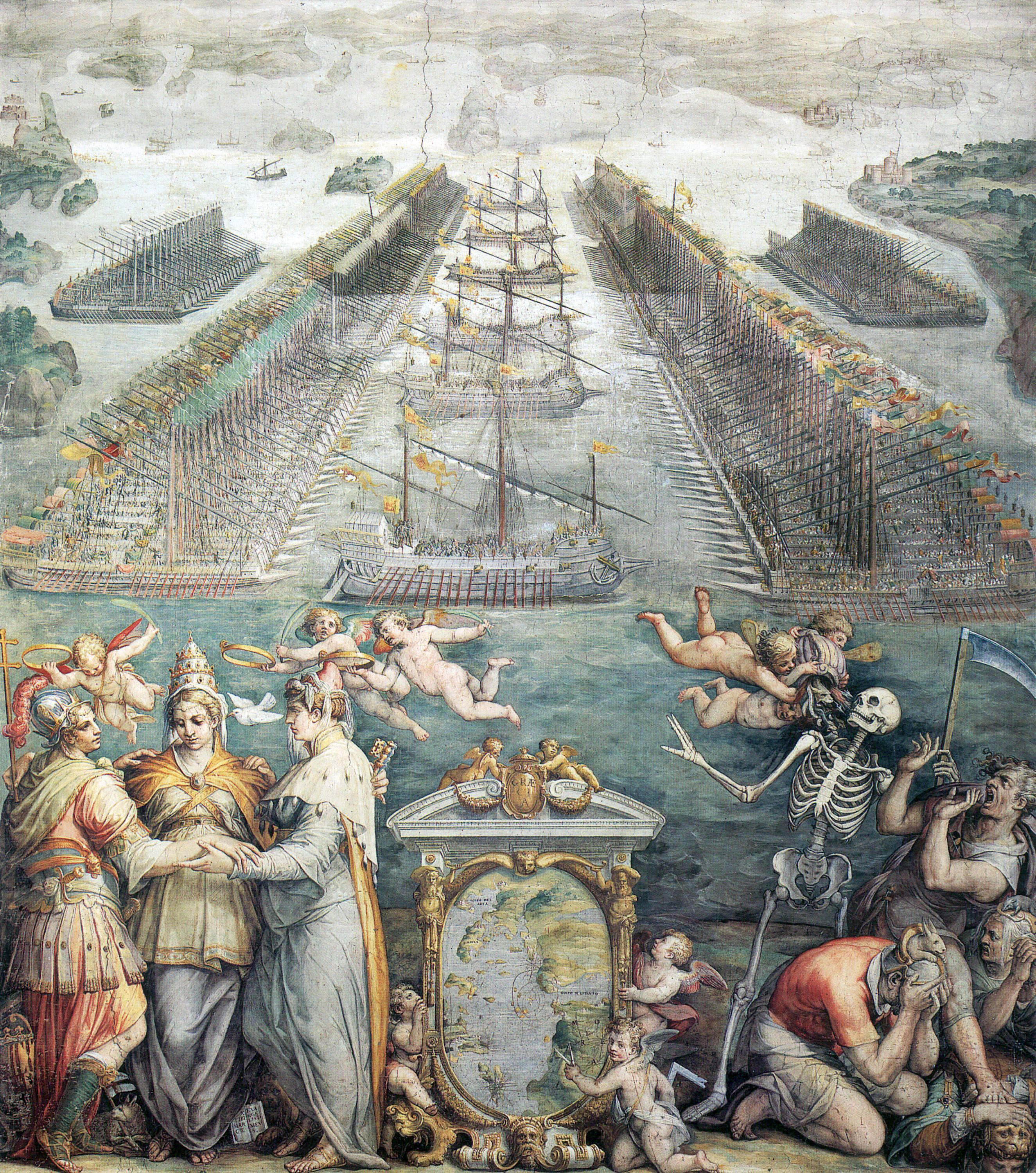
两支舰队的作战序列，由乔尔乔·瓦萨里所绘制。

神聖同盟艦隊包括206艘桨帆船和6艘加莱赛战船。威尼斯提供了109艘桨帆船和全部6艘加莱赛战船，西班牙帝国提供了49艘桨帆船（其中26艘来自那不勒斯王国，西西里王国及其他西班牙在意大利的领土），27艘桨帆船来自热那亚，7艘来自教宗国，5艘来自圣斯蒂芬骑士团和托斯卡纳大公国，3艘来自萨伏依公国和圣约翰骑士团，此外还有一些为西班牙服役的私人桨帆船。舰队由40000名水手与桨手操纵，并搭载超过20000名士兵。包括7000名精锐的西班牙常备军、7000名来自德意志和克罗地亚的士兵、6000名由西班牙雇佣的精锐意大利佣兵，以及5000名威尼斯职业军人；此外另有占威尼斯桨手多数的自由桨手可以支援作战，尽管其余桨手大多为奴隶。

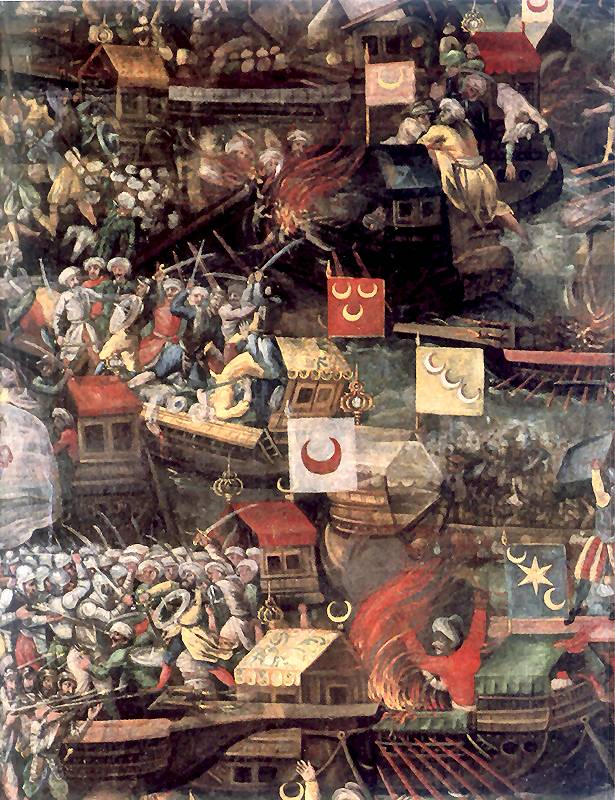
对奥斯曼海军的描绘，来自托马索·多拉贝拉1632年画作的局部。

鄂圖曼舰队包括222艘桨帆船、56艘快速划槳船及一部分小型船只；鄂圖曼军队拥有优秀的水手，但严重缺乏精锐的土耳其禁卫军及其他陆战士兵。鄂圖曼舰队的37000名桨手几乎全部为奴隶，其中很多是之前被俘的基督徒。鄂圖曼军拥有13000名水手，大多数来自鄂圖曼帝国统治的沿海民族，例如柏柏尔人、希腊人、埃及人和叙利亚人；鄂圖曼舰队拥有34000名士兵。
神圣同盟舰队的优势在于更多火炮和优质的西班牙士兵，据估测神圣同盟舰队拥有1815门炮，而土耳其舰队仅有750门炮且缺少弹药。神圣同盟舰队搭载了经过提升的鸟铳手和钩铳手，而鄂圖曼人继续信任他们令人恐惧的复合弓手。
在這次作戰中，神聖同盟艦隊分為四支分艦隊進行作戰，並由南至北伸展成縱向的陣線。
- 在靠近海岸的北端（左翼）部署了主要来自威尼斯的53艘桨帆船，由威尼斯人阿葛斯提諾·巴巴里戈指挥，依照堂加西亚·德·托莱多（英语：García de Toledo Osorio, 4th Marquis of Villafranca）的建议[31]，唐胡安要求左翼紧贴海岸线作战。

- 中央主力共有62艘桨帆船，包括主帅唐胡安的旗舰国王号，威尼斯舰队司令賽巴斯提阿諾·維涅爾所在的威尼斯旗舰，以及受马尔坎托尼奥·科罗纳（英语：Marcantonio Colonna）和马耳他骑士团海军名将马图林·罗梅加斯（英语：Mathurin Romegas）指挥的教宗国旗舰。

- 南端（右翼）共有53艘桨帆船，受热那亚将领乔瓦尼·安德雷亚·多利亚（英语：Giovanni Andrea Doria）指挥。

- 一支包括38艘桨帆船在内的预备队位于主力舰队的西侧（后方），由阿尔瓦罗·德·巴赞（英语：Álvaro de Bazán, 1st Marquis of Santa Cruz）指挥，30艘位于中路后方，另有各自4艘位于左右两翼后方，三路舰队的前方各自部署了2艘加莱赛战船。

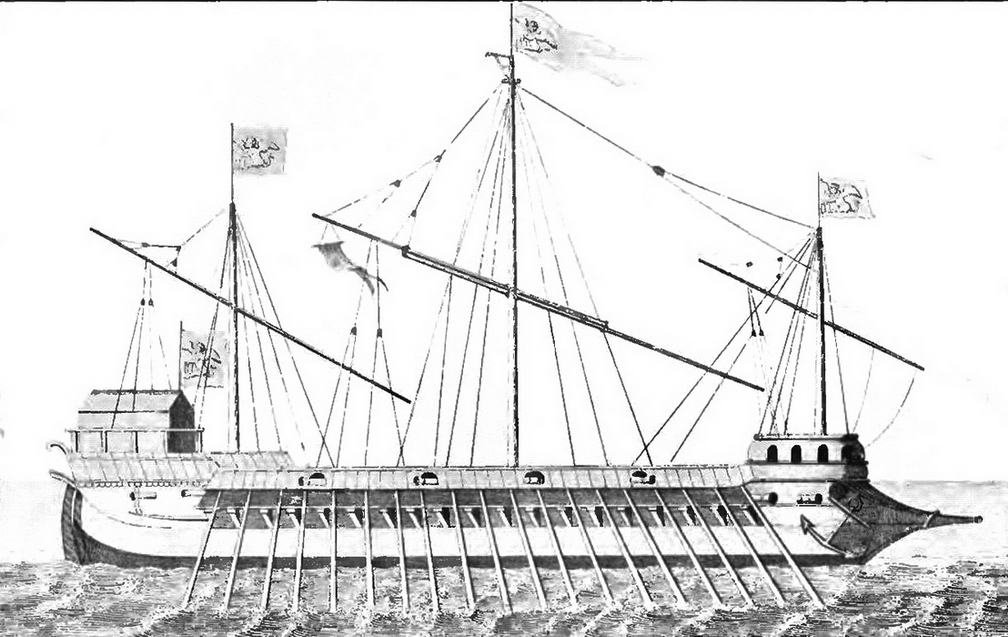
一艘威尼斯的加莱赛战船

而土耳其舰队的右翼由52架划桨船、6架快速划桨船组成，受穆罕默德·西洛可指挥；舰队的左翼则部署了63架划桨船及30架快速划桨船，受烏盧克·阿里·雷斯指挥；而中央主力则为61架划桨船及32架快速划桨船，由穆阿津扎德·阿里帕夏亲自统领。此外，在中部主力舰队的后方，部署了一支由8架划桨船、22架快速划桨船及64架弗斯特船组成的预备队。

## 戰役
1571年10月7日黎明时分，向帕特雷湾内航行的神圣同盟舰队发现了出击的鄂圖曼舰队，唐胡安在国王号上召开了作战会议并决定迎战。鄂圖曼舰队也在同一时间段发现了同盟舰队。旋即两军开始展开作战队形。起初的风向为东风，对鄂圖曼舰队有利：神圣同盟舰队逆风航行，队形排列缓慢面临无法在接敌前完成队形排列的风险。但接近正午时，风向转为西风，帮助神圣同盟舰队及时完成作战队形的排列。唐胡安乘坐一艘快速三桅船巡视舰队并鼓舞士兵斗志。他命令解开所有基督徒划桨奴的镣铐，并承诺将给予他们自由。阿里帕夏对鄂圖曼舰队中的基督徒划桨奴作出了相似的许诺。他用西班牙语告诉基督徒奴隶：“如果我军胜利，我将给予你们自由；倘若你们获胜，那就算上帝给予你们的。”双方都举行宗教仪式以鼓舞士兵。

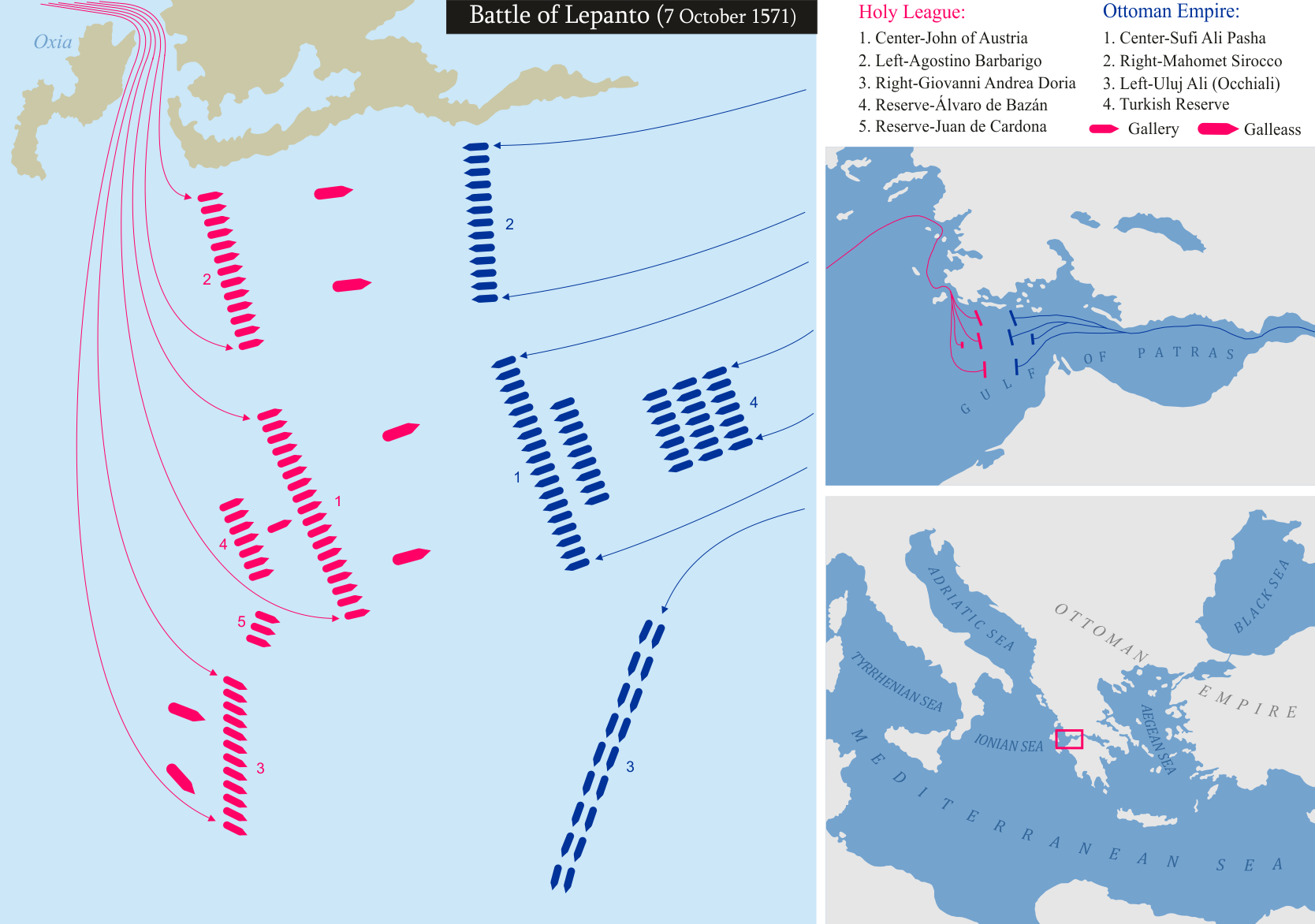
战斗计划（开战前的舰队部署）

正午将至时，两军相隔已经仅有4英里远。阿里帕夏的旗舰苏丹娜号鸣炮挑战，唐胡安所在的旗舰国王号鸣炮回应，两艘旗舰升起旗帜。神圣同盟舰队左路和中路的4艘加莱赛战船此时已到达主力舰队前方1/3英里处的预定位置，而右翼2艘尚有一段距离。当土耳其舰队逼近时，加莱赛战船率先开火，破环了鄂圖曼舰队的战线并击沉多艘敌军战船。
正午时分，同盟舰队的左翼率先在接近海岸的北侧与敌军右翼交战，阿葛斯提諾·巴巴里戈试图紧靠海岸线，防止穆罕默德·西洛可包抄他。但鄂圖曼舰队依仗对水深的熟悉插入了巴巴里戈的舰队与海岸之间。随后双方陷入了混战。起初鄂圖曼舰队凭借位置占据优势，巴巴里戈的旗舰受到围攻，他本人也在战斗中阵亡。但神圣同盟舰队士兵拼死苦战，抵挡住了敌军攻击。一些从鄂圖曼舰队中被解救的基督徒奴隶获得了武器，加入同盟舰队一边作战。战局逐渐优势转向神圣同盟，西洛可的旗舰受损搁浅，他本人也在战斗中阵亡。同盟左翼舰队逐渐转向，将起先包抄其侧翼的土军舰队围困在靠近海岸的浅水区。土军士兵发生混乱，争相弃船登岸，受同盟舰队追击，损失惨重。
午后时分，两军的中路舰队也开始交战。神圣同盟舰队待敌舰抵近后才开炮攻击，对土军舰队造成极大损伤。苏丹娜号径直撞向了国王号，随后两艘旗舰间爆发了激战。土耳其人一度占据了优势，大量士兵涌上了国王号。但巴赞的预备队及时支援，稳定了同盟舰队战线。大量基督徒奴隶获得自由，勇敢地协助神圣同盟士兵作战。同盟舰队逐渐取得了优势，马尔坎托尼奥·科罗纳支援国王号，击退了土军士兵并发动反攻，苏丹娜号上包括阿里帕夏在内的全体船员悉数阵亡，船只被同盟士兵夺取。神圣同盟的旗帜升上了苏丹娜号的桅顶，周边的土军纷纷崩溃。两小时战斗后，右翼和中路的鄂圖曼舰队已经被击败，尽管战斗还将持续两小时。

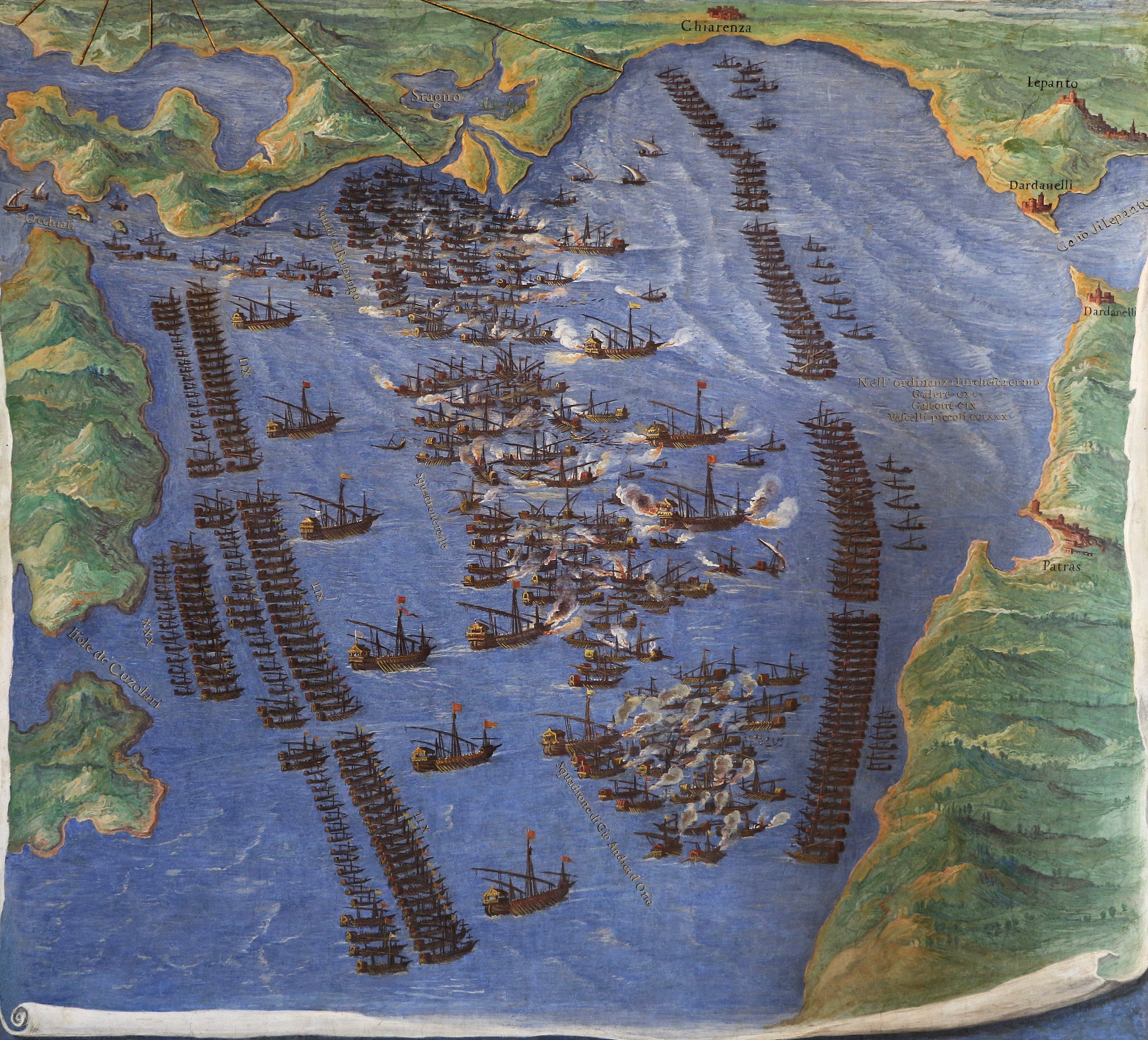
费尔南多·贝尔特利关于战役的画作，收藏于梵蒂冈地图廊。

在同盟舰队的右翼，战局则截然不同。同盟指挥官多利亚谨小慎微，消极避战。乌卢克·阿里在船只数量上占据优势，试图从南侧包抄多利亚，多利亚也随之向南，避免侧翼被包抄。但也导致中路舰队的侧翼被暴露。乌卢克·阿里利用精湛的航海技术率领舰队迅速转向，插入神圣同盟舰队右翼和中路之间的空隙中，试图扭转战局。15艘左右的同盟桨帆船，包括马耳他骑士团的旗舰，受到了优势土耳其舰队的围攻，损失惨重。马耳他骑士团旗舰的船员近乎死伤殆尽，船只也被俘虏。但中路舰队和巴赞的预备队及时反击，乌卢克·阿里被迫放弃马耳他骑士团旗舰并撤退，但他带走了马耳他骑士团的旗帜。
彻底奠定胜局的同盟舰队开始清扫战场，零星战斗持续到了晚上。许多近卫军士兵仍然坚持抵抗，据说一些用光弹药的近卫军士兵用水果向敌人投掷，引发了基督徒士兵的嘲笑。残余的土军大多被杀，土耳其士兵的尸体漂满了海面。神圣同盟以7500人阵亡的代价俘获了117艘桨帆船和20艘快速划槳船，并击沉了50艘敌舰。奥斯曼帝国损失了30000名士兵，并留下了大量俘虏。上万名基督徒奴隶获得了自由。

描述戰爭過程的畫作

## 后续

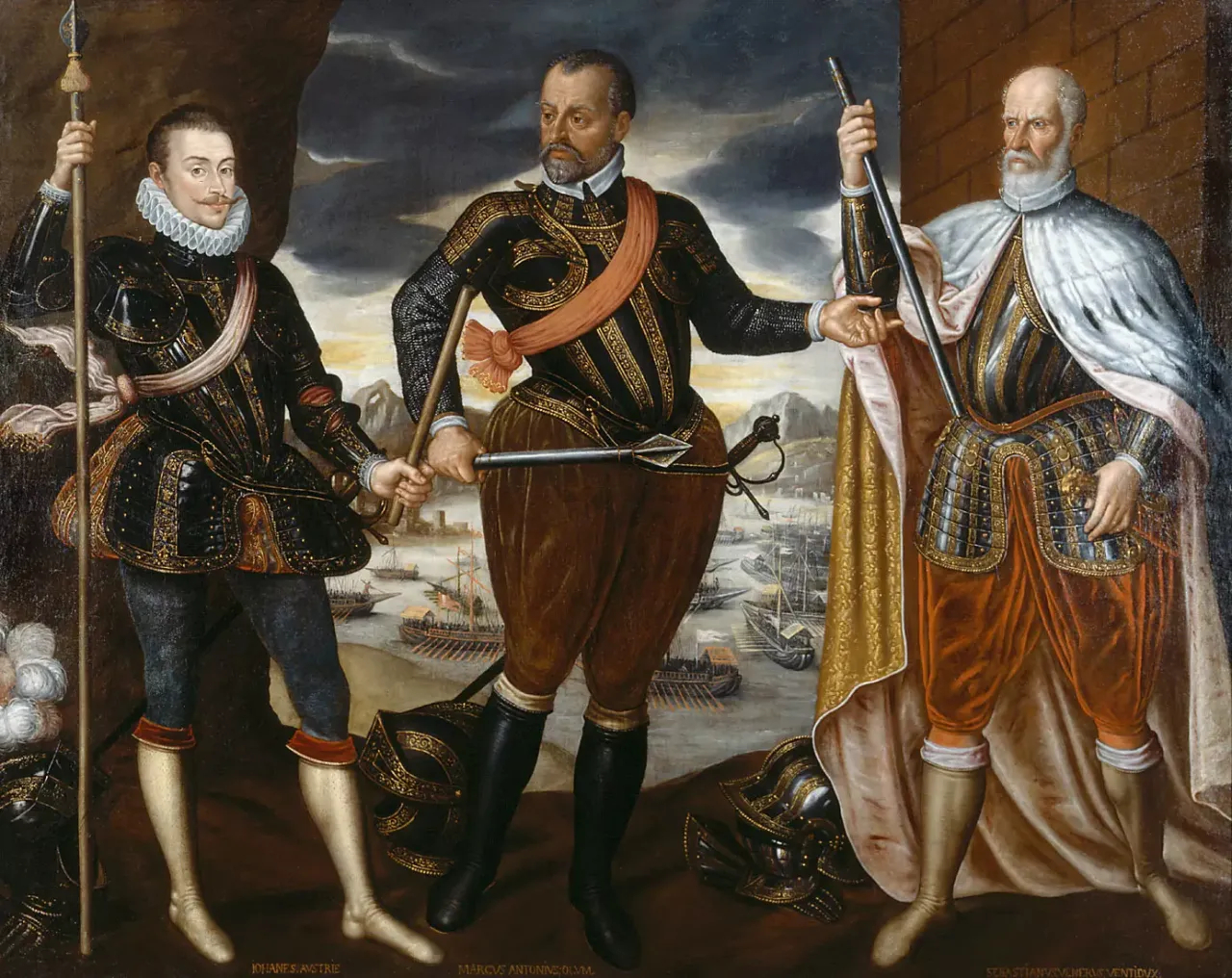
勒班陀的胜利者，奥地利的唐胡安，马尔坎托尼奥·科罗纳和塞巴斯蒂亚诺·维尼耶（佚名作者的油画，绘制于1575年。曾存放于安布拉斯城，现在收藏于维也纳的艺术史博物馆）

此次战役重挫了鄂圖曼帝国，后者自15世纪以来还未曾在主要海战中战败。穆斯林将此次战败归结于天意。当时的一份编年史记载：“帝国舰队与邪恶的异教徒舰队遭遇，但真主的意志却站在了对方一侧。”─這種以道德與唯心方式分析戰爭的態度在之後將一再出現，並會逐漸使鄂圖曼帝國的軍事走向落後與僵化。然而神圣同盟未能充分利用他们的胜利。尽管战役被视作鄂圖曼在地中海的扩张停滞的标志，这种影响在当时却尚未显现。战役最终造就东西对峙的地中海格局：鄂圖曼控制了东半部分地中海，而哈布斯堡家族和他们的意大利盟友控制了西半部份，阻止鄂圖曼帝国入侵意大利的企图。但是神圣同盟最终也未能夺回一寸勒班陀战役前被鄂圖曼侵占的领土。

鄂圖曼帝国迅速重建了他们的海军。尽管难以在短时间内弥补士兵和水手的巨大损失，特别是复合弓手，但1572年时鄂圖曼人仍然重建了一支拥有250艘战船的庞大舰队，其中包括150艘桨帆船和8艘仿造的加莱赛战船。这支新海军使鄂圖曼足以继续保持其在东地中海的优势。奥斯曼帝国大维齐尔索库鲁·穆罕默德帕夏因此向威尼斯大使马尔坎托尼奥·巴巴里戈夸耀战役失败对鄂圖曼微不足道，而塞浦路斯的沦陷却重创了威尼斯。他宣称：
你来观看我们怎样忍受不幸，但我要让你知道你们的损失和我们的损失之间的不同。夺走塞浦路斯就是夺走你们的一条手臂，而舰队的战败对我们来说只是被刮去胡子。失去的胡子可以再长出来，但手臂却不能。
但重建的鄂圖曼舰队的实际战斗能力尚不足以与同盟舰队正面交锋，舰队离港时法国大使达克斯主教写到：
一支由使用新鲜木材的新船组成的舰队离开了港口，操纵它的船员从未划过浆。船上装载的火炮是匆匆铸造的，很多火炮所用的原料是腐烂和破损的。领航员和水手都是学徒，而很多士兵仍然受着上次战役带来的震动。
从战役中生还的烏盧克·阿里·雷斯成为了新任海军司令，率领重建的鄂圖曼舰队在1572年继续与神圣同盟对抗。同盟舰队实力占优，但乌鲁克·阿里将舰队停泊在莫东的安全港口之中，避免交战。而同盟各国则面临巨大的军费开支和难以弥合的内部分歧。1572年5月1日，同盟的积极倡导者庇护五世去世，进一步加剧同盟内部的分歧。在1573年，唐胡安率领西班牙舰队占领了突尼斯，但威尼斯却离开了同盟。对达尔马提亚和弗留利遭受入侵的担忧，以及减小损失并恢复与鄂圖曼贸易的愿望促使威尼斯人与鄂圖曼人单独媾和。1573年3月7日，威尼斯与鄂圖曼签订和约。尽管获得了勒班陀战役的胜利，但威尼斯却必须承认鄂圖曼对塞浦路斯的统治并支付300,000达克特赔款。自和约后威尼斯与鄂圖曼一直保持和平，直到1645年的克里特战争（1645-1669）。

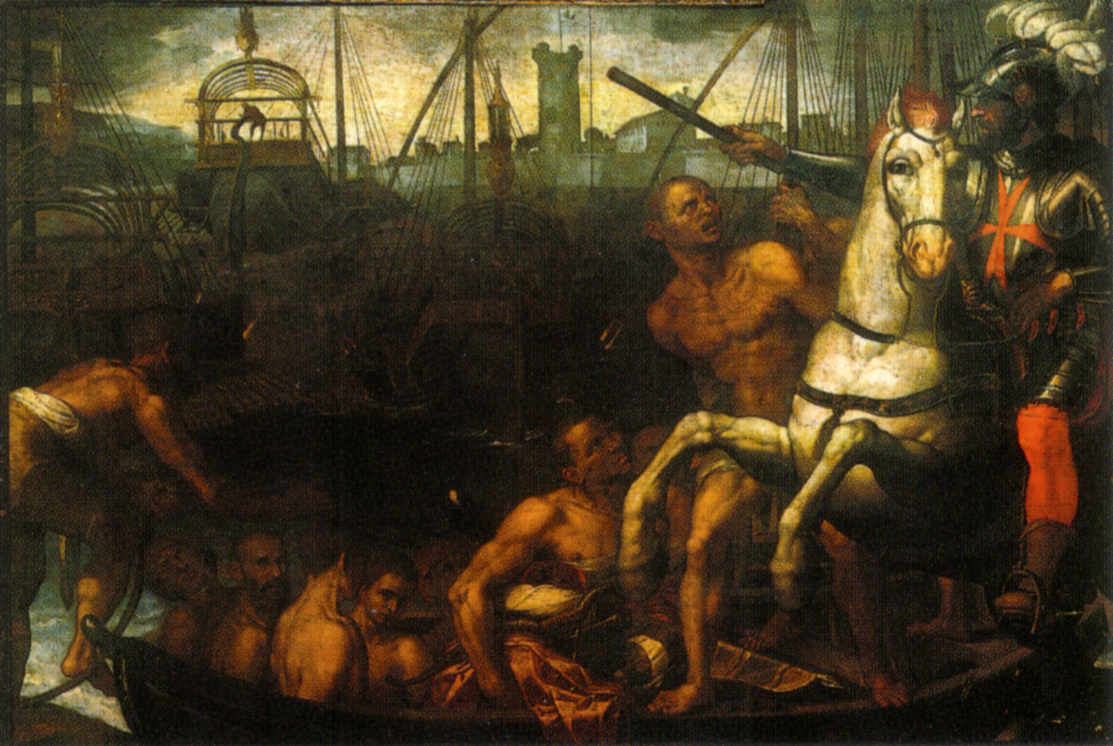
从勒班陀战场上归来的圣斯蒂芬骑士（Jacopo Ligozzi，于1610年绘，藏于比萨的圣斯德望骑士团教堂）

而鄂圖曼与西班牙的战争仍在断断续续的进行。1574年，鄂圖曼收复了突尼斯，推翻了西班牙傀儡哈夫斯王朝在当地的统治。1576年阿布·马尔万·阿布德·马立克一世在鄂圖曼的协助下攻占了非斯，进一步推进了自苏莱曼一世时开始的对摩洛哥的间接征服。鄂圖曼在该地宗主权的建立将几乎整个地中海南岸置于其统治之下，只有贸易城市奥兰和战略据点休达和梅利利亚被西班牙控制。但在1580年后，欧洲海军技术的进步，特别是盖伦帆船和战列线战术在西班牙海军中的应用，使鄂圖曼海军难以继续与西班牙海军对抗。西班牙的优势延续到了17世纪的上半叶。而鄂圖曼人转向对奥地利哈布斯堡王朝陆地扩张和与波斯萨非王朝的战争。

## 影响

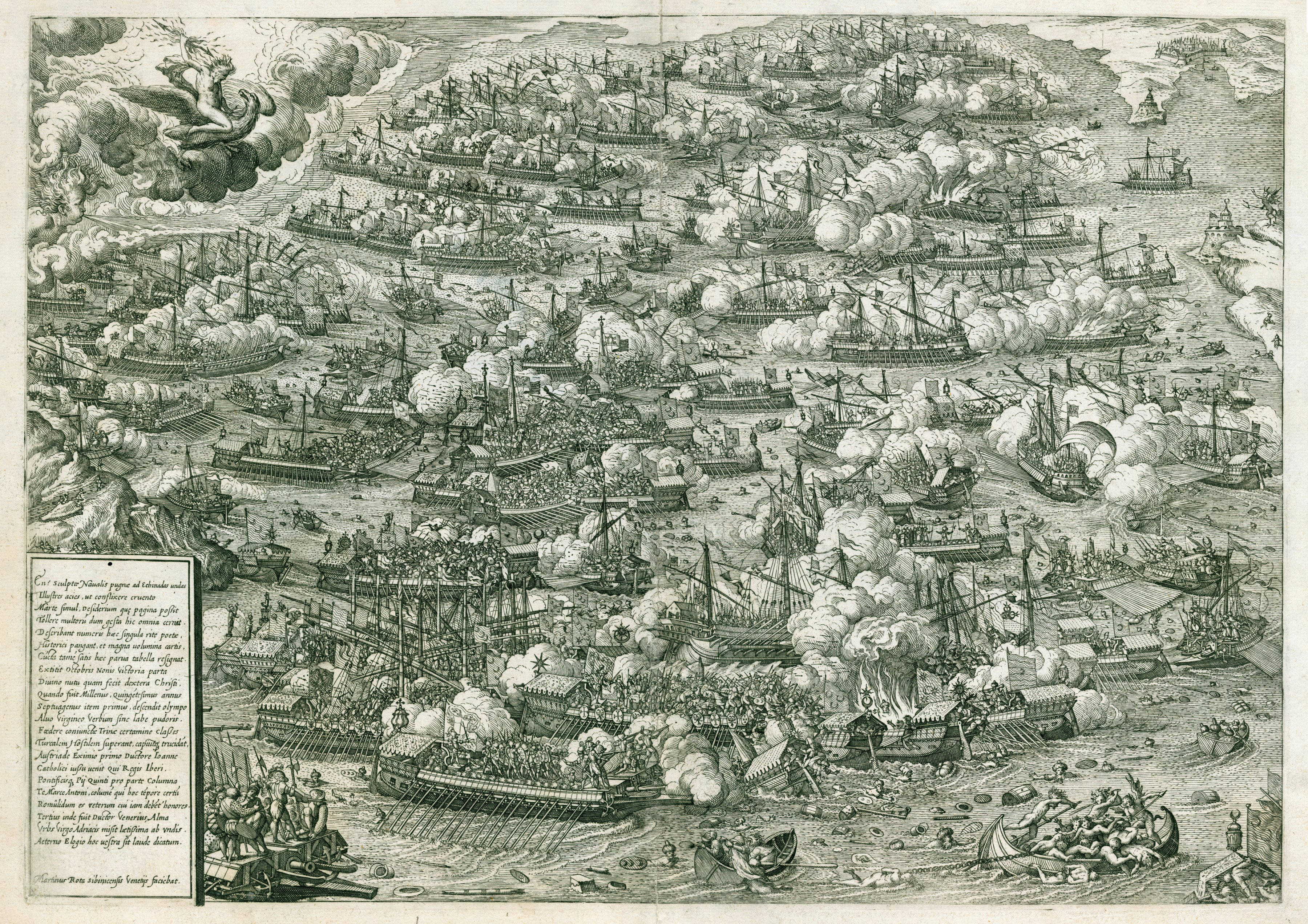
勒班陀战役，由Martin Rota所创作。

战役胜利的消息很快在全欧掀起巨大反响，罗马和威尼斯的街头上举办了盛大的庆祝活动，威尼斯的商店全部歇业以庆祝同盟胜利，西班牙诗人费尔南多·德·埃雷拉写诗纪念。在1591年，苏格兰国王詹姆斯六世出版一篇纪念此次胜利的1000行长诗。神圣同盟将胜利归功于圣母玛利亚；教宗庇护五世将10月7日定为胜利圣母节，后来这一天成为了天主教会的玫瑰圣母节。
西班牙大作家，《堂吉诃德》的作者塞万提斯也作为一名西班牙士兵参加了此次战斗并负伤，左臂因此而残废。后来在《堂吉诃德》第二部的序言中，他将战役称为“几个世纪以来的人、当代的人乃至未来的人所能看到或预见的最崇高的事情。”

### 绘画
有大量关于勒班陀战役的绘画留存。包括提香，委罗内塞，托马索·多拉贝拉等著名画家都创作了相关绘画。

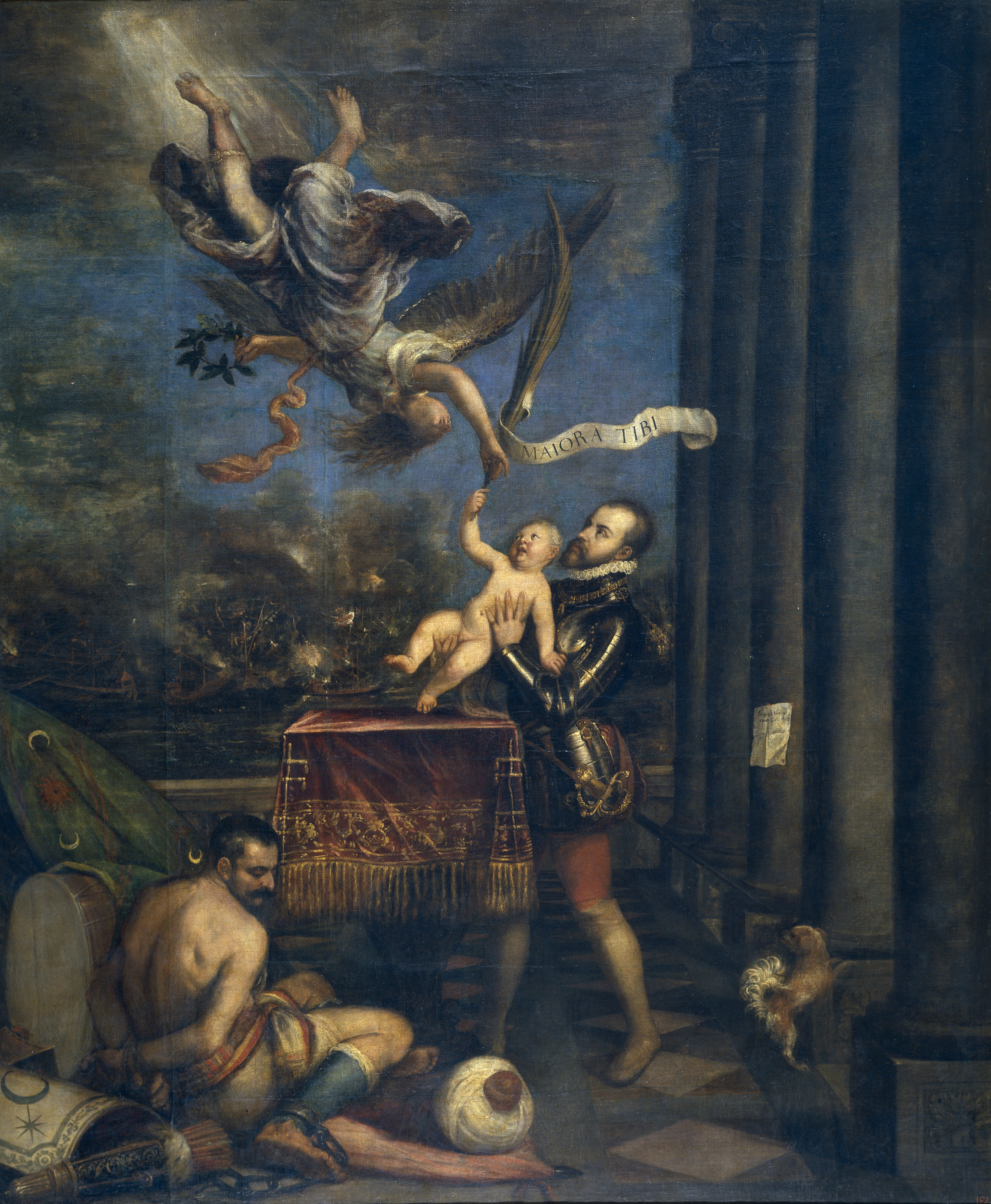
腓力二世将费尔南多王子奉献给胜利，由提香所作，收藏于马德里的普拉多博物馆。

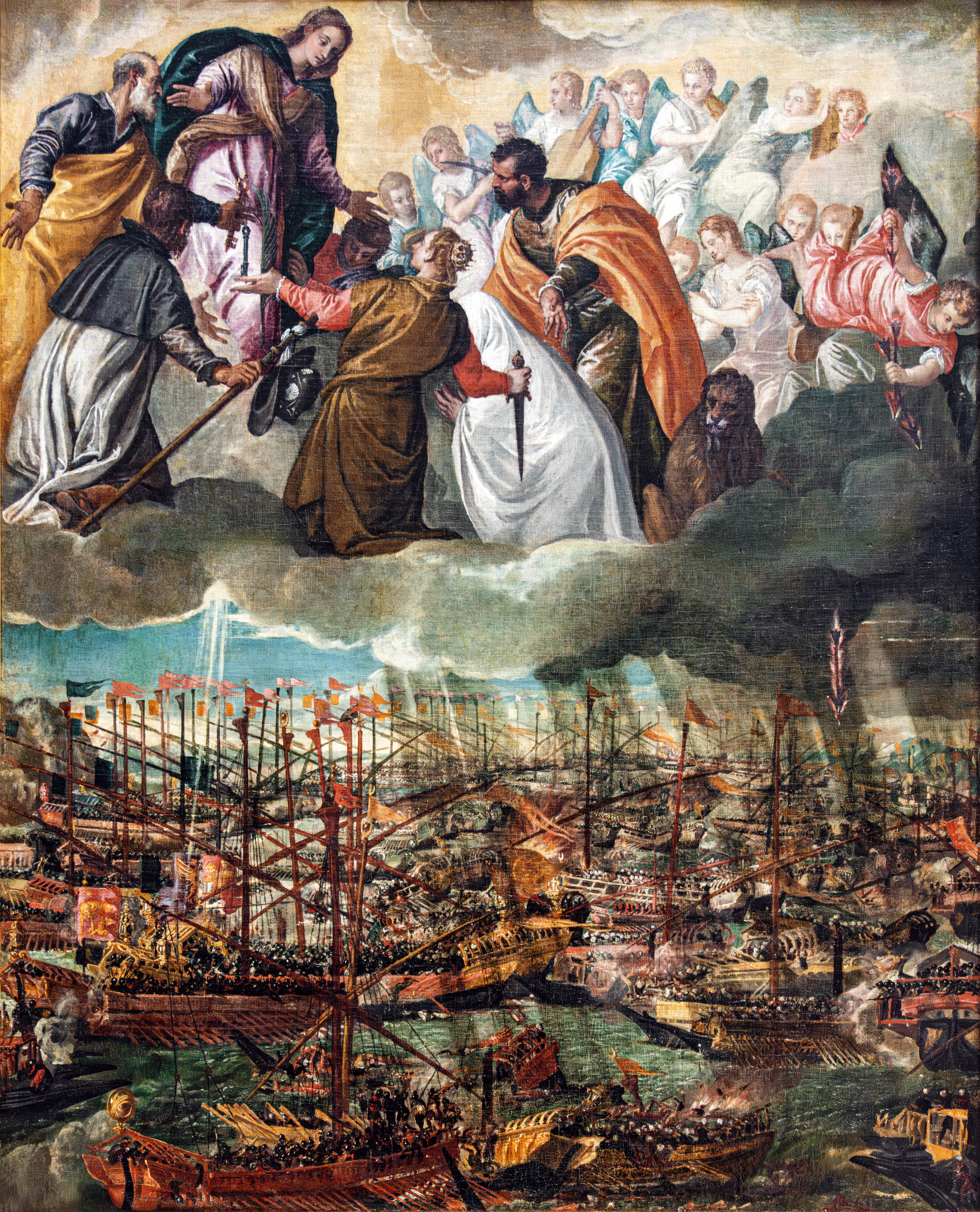
勒班陀战役的寓意画，由保罗·委罗内塞所绘，收藏于威尼斯的学院美术馆
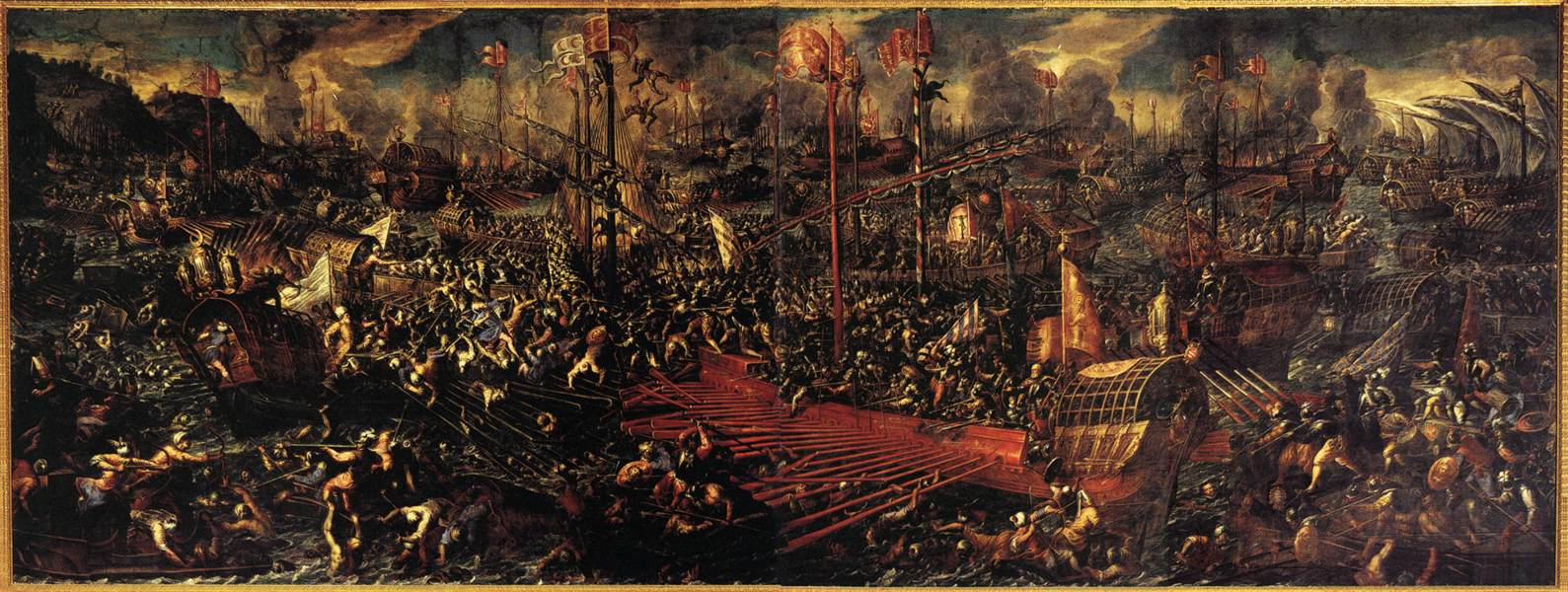
安德里亚·维森蒂诺绘制的勒班陀战役，收藏于威尼斯总督宫。
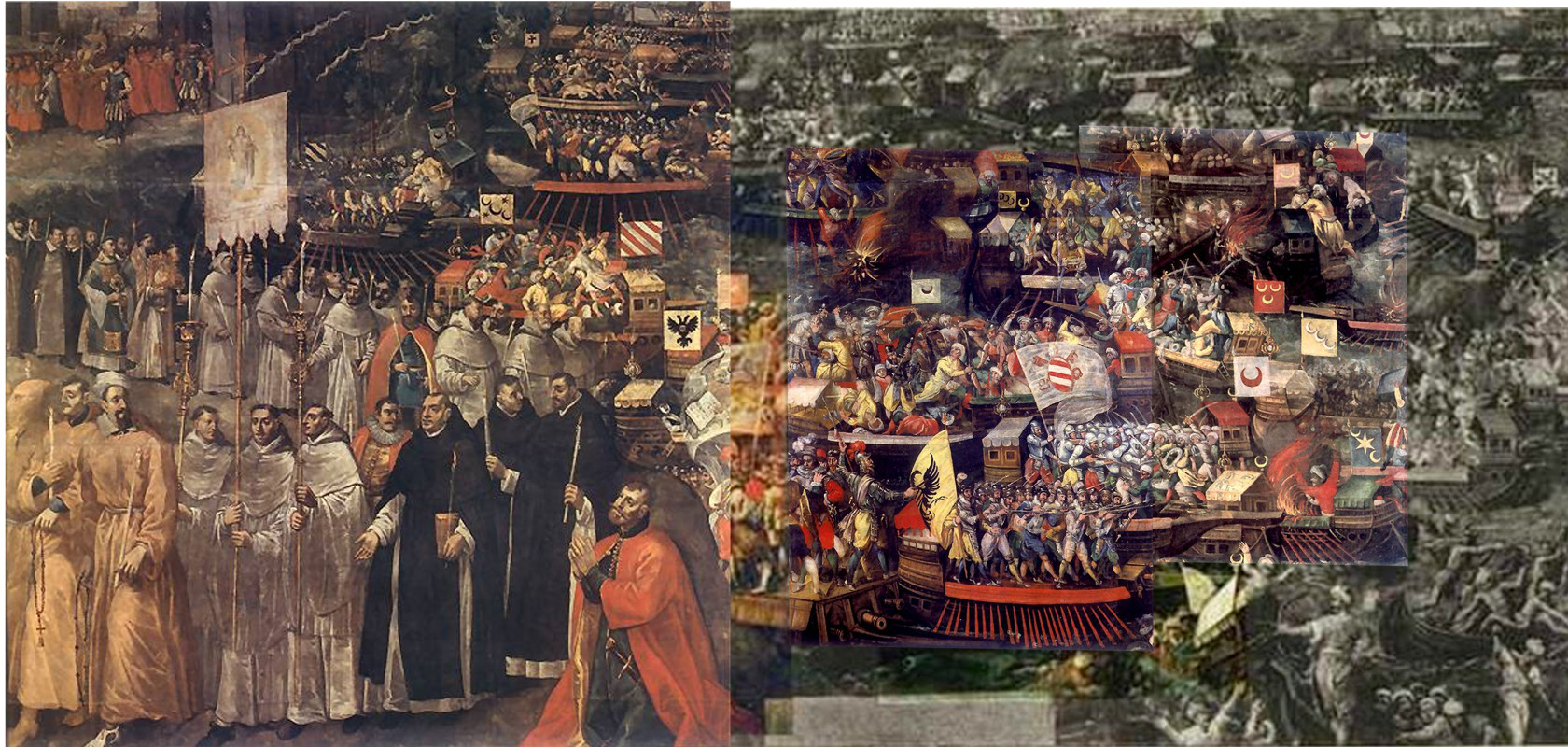
托马索·多拉贝拉的勒班陀战役，收藏于克拉科夫的瓦维尔城堡。
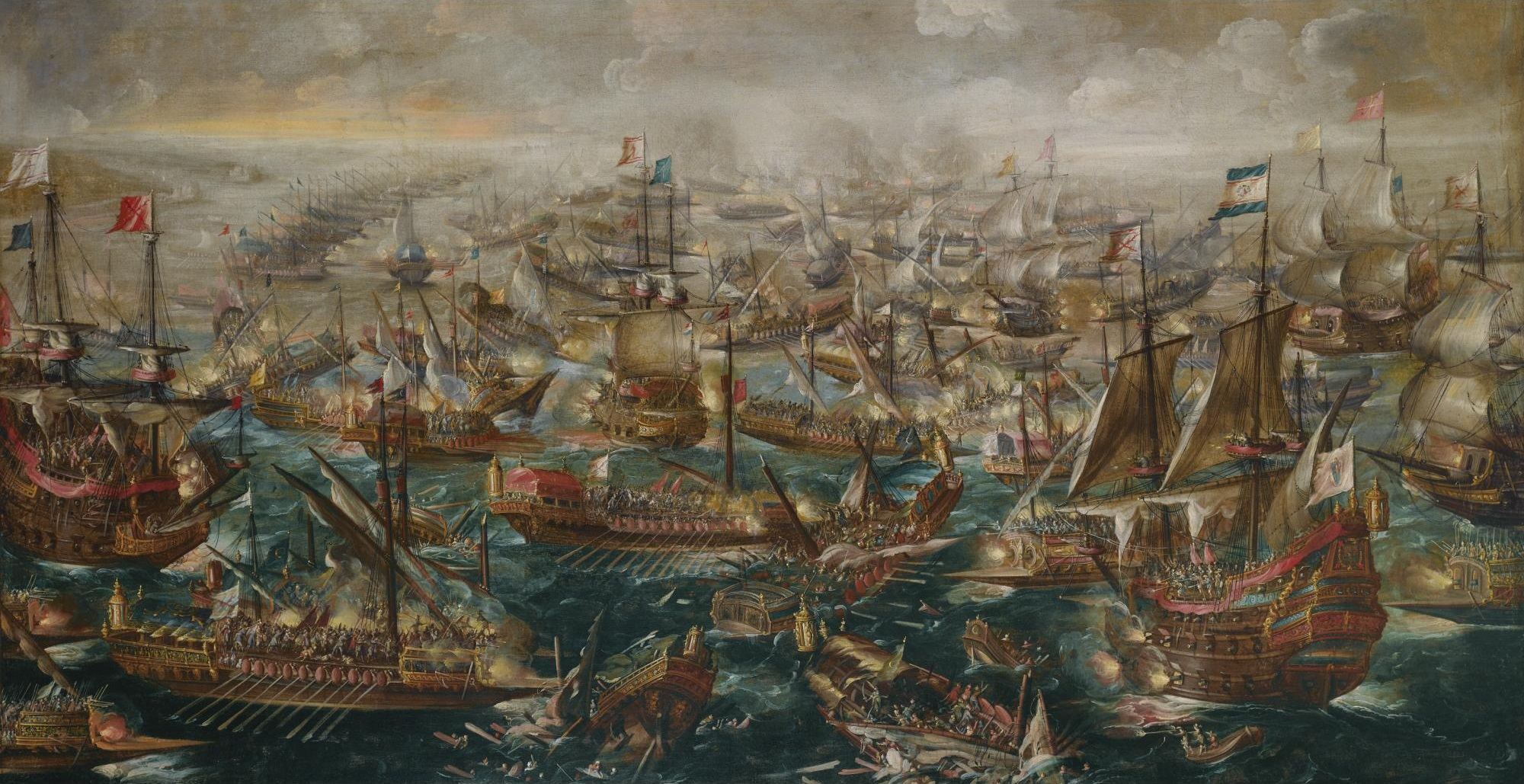
Andries van Eertvelt的勒班陀战役。
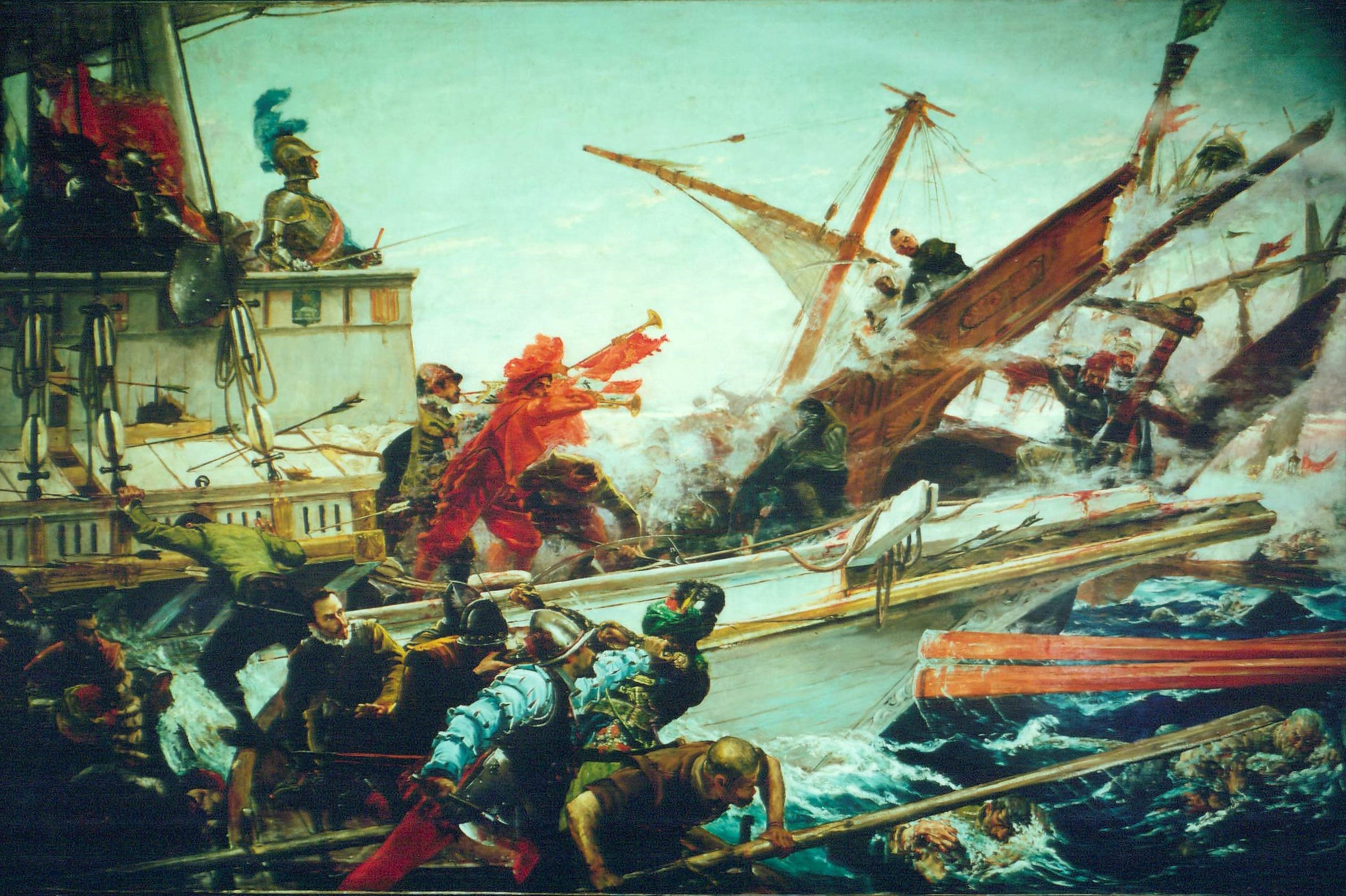
胡安·卢纳的勒班陀战役，收藏于西班牙参议院。

### 现代文学
英国作家G·K·切斯特顿创作了一首名为勒班陀的诗并于1911年首次出版。意大利作家Emilio Salgari创作了两部与法马古斯塔之围和勒班陀战役有关的小说。

## 外部連結
- （英文）16世紀的勒班陀海戰 （页面存档备份，存于）
- （英文）勒班陀戰役過程 （页面存档备份，存于）